# Система груп крові AB0

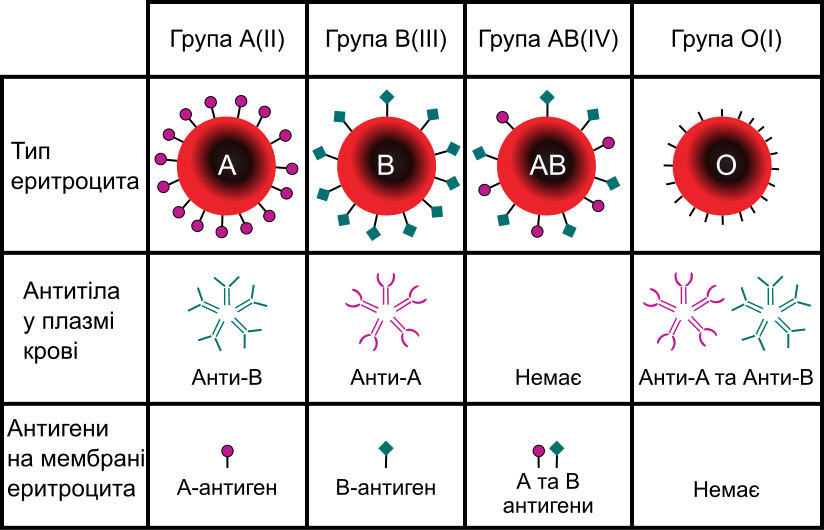

Система груп крові AB0 є найбільш важливою системою груп крові з точки зору трансфузіології з систем груп крові людини нарівні з резус-фактором. Ця система представлена трьома глікопротеїновими мембранними антигенами (аглютиногенами) на поверхні еритроцитів, що кодуються трьома групами алелів «A», «B», «0» та стимулюють напрацювання імунною системою антитіл-аглютинінів «α» і «β». Комбінації антигенів дають 4 можливих групи крові.

## Історія відкриття
Три групи крові було відкрито Карлом Ландштайнером в 1900 році, а його учнями була відкрита й четверта (1901—1907 рр.). Того ж року було опубліковано дослідження чеського вченого Яна Янського, який на відміну від Ландштайнера (що винайшов позначення 0, А, В (AB0)), не лише описав групи (римськими I, II, III, IV), а і виклав умови, за яких переливання не призведе до летального результату. Незважаючи на такий прогрес, при переливанні крові все одно виникали непередбачувані летальні випадки, що зумовило подальший науковий пошук та відкриття ще одиного білка еритроцитів — резус-фактора (Rh).

## Генетика
За формування груп крові системи AB0 відповідає ген ABO, що розташований на 9-й хромосомі людини та кодує фермент з глікозилтрансферазною активністю.

### Алелі
Станом на 2016 рік у базі даних алелів гену ABO були вказані 367 алельних варіантів, а дослідження німецьких генетиків того ж року виявило ще 287 невідомих алелів.
Алелі об'єднують у три основні групи, які мають найбільше фенотипове вираження: «A», «B», «0».

### Успадкування
Алелі трьох типів у диплоїдному наборі хромосом дають 6 основних генотипів, але лише 4 фенотипи через домінування алелів груп «A» і «B» над алелем «0».
| Група крові матері | Група крові батька             | Група крові батька                                          | Група крові батька                                          | Група крові батька                                |
| Група крові матері | I (00)                         | II (A0)                                                     | III (B0)                                                    | IV (AB)                                           |
| ------------------ | ------------------------------ | ----------------------------------------------------------- | ----------------------------------------------------------- | ------------------------------------------------- |
| I (00)             | I (00) — 100 %                 | I (00) — 50 % II (A0) — 50 %                                | I (00) — 50 % III (B0) — 50 %                               | II (A0) — 50 % III (B0) — 50 %                    |
| II (A0)            | I (00) — 50 % II (A0) — 50 %   | I (00) — 25 % II (AA, A0) — 75 %                            | I (00) — 25 % II (A0) — 25 % III (B0) — 25 % IV (AB) — 25 % | II (AA, A0) — 50 % III (B0) — 25 % IV (AB) — 25 % |
| III (B0)           | I (00) — 50 % III (B0) — 50 %  | I (00) — 25 % II (A0) — 25 % III (B0) — 25 % IV (AB) — 25 % | I (00) — 25 % III (BB, B0) — 75 %                           | II (A0) — 25 % III (BB, B0) — 50 % IV (AB) — 25 % |
| IV (AB)            | II (A0) — 50 % III (B0) — 50 % | II (AA, A0) — 50 % III (B0) — 25 % IV (AB) — 25 %           | II (A0) — 25 % III (BB, B0) — 50 % IV (AB) — 25 %           | II (AA) — 25 % III (BB) — 25 % IV (AB) — 50 %     |

Зміна групи крові в однієї людини впродовж життя теоретично на рівні генетики неможлива, проте, таке вкрай рідкісне явище науково підтверджено.

## Аглютиніни
Аглютиніни системи груп крові AB0 є імуноглобулінами класу M, антитілами, що розпізнають еритроцити з нехарактерними для конкретного організму антигенами.

## Номенклатурна назва
Цікавим моментом є назва системи AB0 чи ABO. Початково вона отримала назву від наявності аглютиногенів A та B, чи їхньої відсутності, яку позначив вчений як 0, тому першопочаткова назва системи AB0 (вимовляють «А-Бе-Нуль»). Однак, в англомовних країнах (США, Велика Британія) та неангломовних країнах (Німеччина) цифру 0 замінили на літеру О — таким чином вимовляють ABO («ей-бі-о») (заміна відбулась, імовірно, за назвою білка та гена ABO, який відповідає за формування групи крові за цією системою).